# Ascaron
Ascaron Entertainment és una companyia de videojocs. Va néixer el 1991 a Gütersloh, Rin del Nord-Westfàlia, Alemanya, amb el nom d'Ascon, que seria canviat per l'actual l'octubre de 1996.
És una de les companyies pioneres en la seva àrea, així com és una de les més importants d'Alemanya. A més d'estar a Gütersloh, té un estudi de desenvolupament a Aguisgran i un departament internacional a Birmingham (Regne Unit).
Ascaron té els seus productes en més de 30 països i estan traduïts a 15 idiomes. Tradicionalment ha tingut un focus particular en jocs d'estratègia i comerç. Entre els seus primers èxits es troben les sèries Patrician (simulador de comerç marítim) i Anstoss (simulador d'administració d'equips de futbol). Més recentment, la companyia ha desenvolupat jocs com Port Royale (joc del pirata i comerç) i Sacred (videojoc) (joc de rol).

## Videojocs produïts
- Anstoss (novembre de 1993, edició CD-ROM en juny de 1994; joc per a Amiga)
- Anstoss World Cup Edition (juny de 1994; joc per a Amiga)
- Anstoss 2 (agost de 1997)
- Anstoss 2 Verlängerung (febrer de 1998; expansió per a Anstoss 2)
- Anstoss Action (maig de 2001)
- Anstoss 3 (febrer de 2000)
- Anstoss 4 (novembre de 2002)
- Anstoss 2005 (octubre de 2004)
- Anstoss 2007 (agost de 2006)
- Ballerburg (novembre de 2001; joc per a PlayStation)
- Darkstar One (maig de 2006)
- Elisabeth I (juny de 1996)
- Grand Prix 500 cc (novembre de 1998; joc per a PlayStation)
- Hansa: La Expedición (juliol de 1994; joc per a Amiga)
- Hexagon-Kartell (novembre de 1996)
- The Patrician (juny de 1992, edició CD-ROM en febrer de 1993)
- Patrician II: Quest of Power (novembre de 2000)
- Patrician III: Rise of the Hanse (octubre de 2003)
- Pole Position (gener de 1996)
- Port Royale: Oro, Poder y Piratas (juny de 2002)
- Port Royale II: Imperio y Piratas (juny de 2004)
- Sacred (febrer de 2004)
- Sacred Underworld (març de 2005, expansió per a Sacred)
- Sacred 2 (en desenvolupament)
- Tortuga: Piratas del Nuevo Mundo (octubre de 2003)
- Tortuga: The Two Treasures (en desenvolupament)
- Vermeer: Die Kunst zu Erben (març de 1997, versió per a Windows)
- Vermeer 2 (setembre de 2004)